# Канталупо-Лігуре
Канталупо-Лігуре, Канталупо-Ліґуре (італ. Cantalupo Ligure, п'єм. Cantalov) — муніципалітет в Італії, у регіоні П'ємонт,  провінція Алессандрія.
Канталупо-Лігуре розташоване на відстані близько 420 км на північний захід від Рима, 115 км на схід від Турина, 45 км на південний схід від Алессандрії.
Населення — 523 особи (2014).
Щорічний фестиваль відбувається 16 липня. Покровитель — Madonna del Carmelo.

## Демографія
Населення за роками:

Станом на 1 січня 2023 року в муніципалітеті офіційно проживало 26 іноземців з 9 країн, серед них 11 громадян країн Євросоюзу та 7 громадян України.

## Сусідні муніципалітети
- Альбера-Лігуре
- Боргетто-ді-Борбера
- Дерніче
- Монтакуто
- Роккафорте-Лігуре
- Роккетта-Лігуре